# 아즈나카예보
아즈나카예보(러시아어: Азнака́ево)는 타타르 공화국 아즈나카예보 군에 속해있는 도시이름이다.
인구는 3만7,200명이고(2001년), 면적은 15 км²이다.